# Parafia św. Marcina w Czarnowie
Parafia Świętego Marcina w Czarnowie – parafia rzymskokatolicka, znajdująca się w diecezji toruńskiej, w dekanacie Bierzgłowo. 